# Гопиенко, Николай Витальевич
Николай Витальевич Гопиенко (20 мая 1962 года, Майкоп — 2 января 1995 года, Грозный) — командир взвода технического обеспечения 9-го отдельного танкового батальона 131-й отдельной Краснодарской Краснознамённой орденов Кутузова и Красной Звезды казачьей мотострелковой бригады, Старший прапорщик. Кавалер ордена Мужества (посмертно).

## Биография
Родился 20 мая 1962 года в городе Майкоп Адыгейской автономной области Краснодарского края
В 1979 г. окончил 10 кл. средней школы города Майкоп. В Вооруженных Силах с 18.10.1980 г. 
В 1982 г. окончил школу прапорщиков № 341. Служил в ГДР, в начале 90-х переведён в Россию в 131 Майкопскую бригаду. В службе был примером для других.В служебной характеристике отмечается:

 СЛУЖЕБНАЯ ХАРАКТЕРИСТИКА
на прапорщика ГОПИЕНКО Николая Витальевича, начальника ПАРМ,                            
1962 года рождения, русского,образование среднее, члена ВЛКСМ с 1976 года, в СА с октября 1980 года.
За время прохождения службы в должности начальника ПАРМ прапорщик ГОПИЕНКО Н. В. зарекомендовал себя как исполнительный, честный, дисциплинированный прапорщик. К выполнению служебных обязанностей относится добросовестно.
Уставы и наставления Советской Армии, руководящие документы по службе знает и умело ими руководствуется. Материальные ценности по службе содержит в хорошем состоянии.
Все поручения и приказы выполняет в срок и добросовестно. В политическом и военном отношении подготовлен хорошо.
Систематически посещает политические занятия. В строевом отношении подтянут, физически развит хорошо, внешний вид всегда опрятный, пользуется заслуженным авторитетом у начальников и коллектива части.
Государственную и военную тайну хранить умеет.
ВЫВОД: Делу КПСС и Советского правительства предан.
Занимаемой должности соответствует.

— «Книга Памяти. Адыгея»
Принимал участие в миротворческих операциях на территории Северной Осетии и Ингушетии. 
Принимал участие в боевых действиях на территории Чеченской Республики с 4 декабря 1994 года.
В ночь на 2 января 1995 года, поступил приказ выдвинуться на помощь командиру и сослуживцам, которые находились в окружении на вокзале. Николай Гопиенко должен был выделить бензовоз, но солдат срочник водитель этой машины спал.  Ст. прапорщик Гопиенко Николай, не стал его будить, чем и сохранил ему жизнь. Сел за руль и сам поехал на бензовозе, был подбит, сгорел почти полностью, от тела осталось только плечи и голова.
Погиб 02.01.1995 г. в г. Грозный. Награжден орденом Мужества (посмертно).
Похоронен 27. января 1995 года в пос. Тульский Майкопского района Республики Адыгея.
Выдержка из статьи в "Красной Звезде" Сергея Князькова «Мужество с майкопской пропиской»:

«...19 января 1996 года на территории майкопской бригады состоялось открытие памятника 10 офицерам-ремонтникам 131-й бригады, погибшим в боях за восстановление конституционного порядка в Чеченской Республике.  В новогоднюю ночь 31 декабря 1994 года во время боя подразделений бригады с незаконными вооруженными формированиями за железнодорожный вокзал Грозного экипаж Бронированная ремонтно-эвакуационная машина N 504 во главе с майором В. Гоголевым производил эвакуацию подбитой техники батальона...
БРЭМ Гоголева подняли на пьедестал, выгравировали имена погибших»— 
 Там увековечено имя Гопиенко Н. В.

## Награды
Указом Президента РФ от 1.03.1995 года награждён орденом Мужества (посмертно), «за мужество и отвагу, проявленные в период боевых действий в Чеченской Республике».

## Семья
- жена - Людмила, растили двух дочерей

## Память

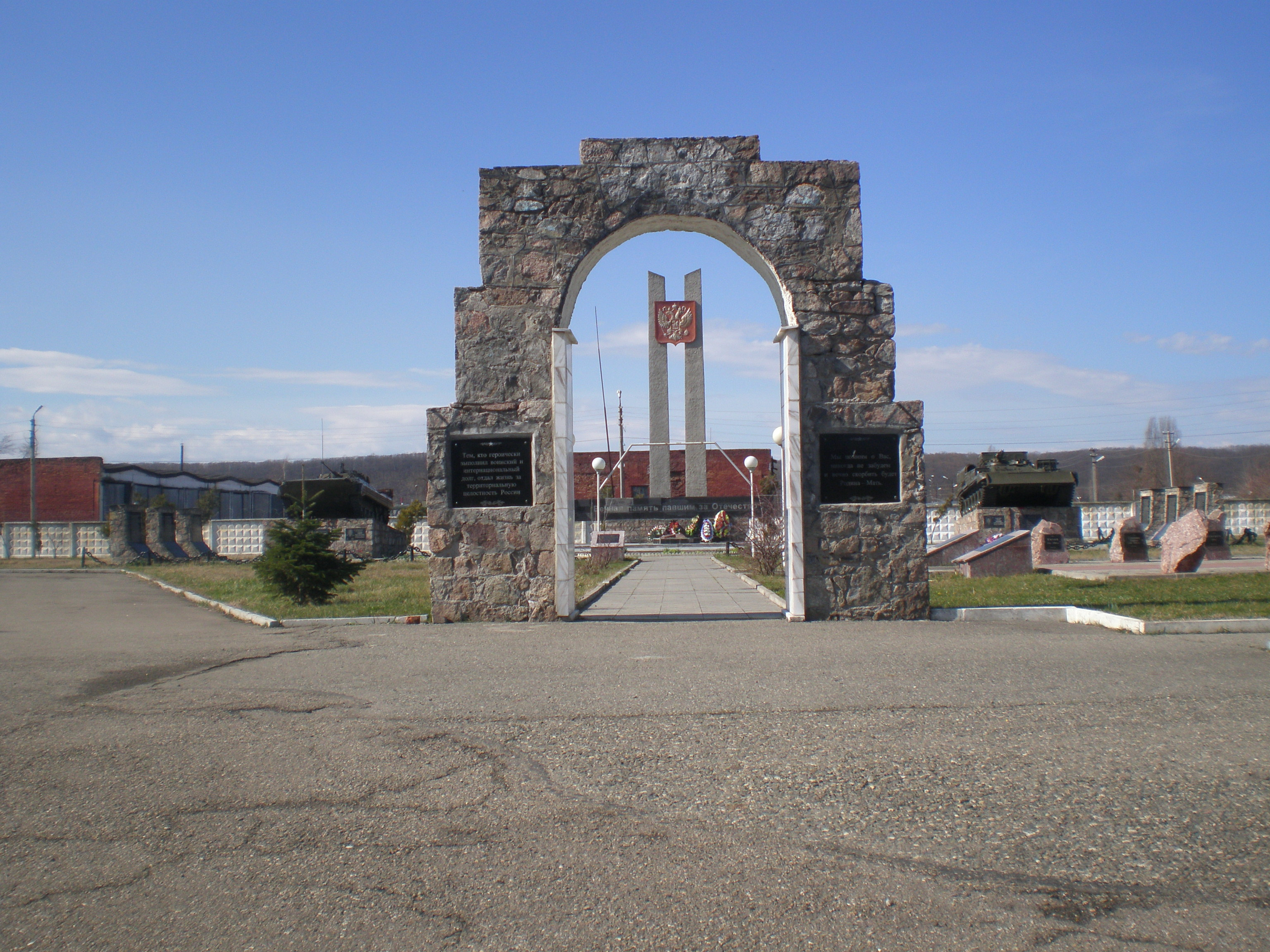
Мемориал воинам, павшим в локальных конфликтах, Майкоп

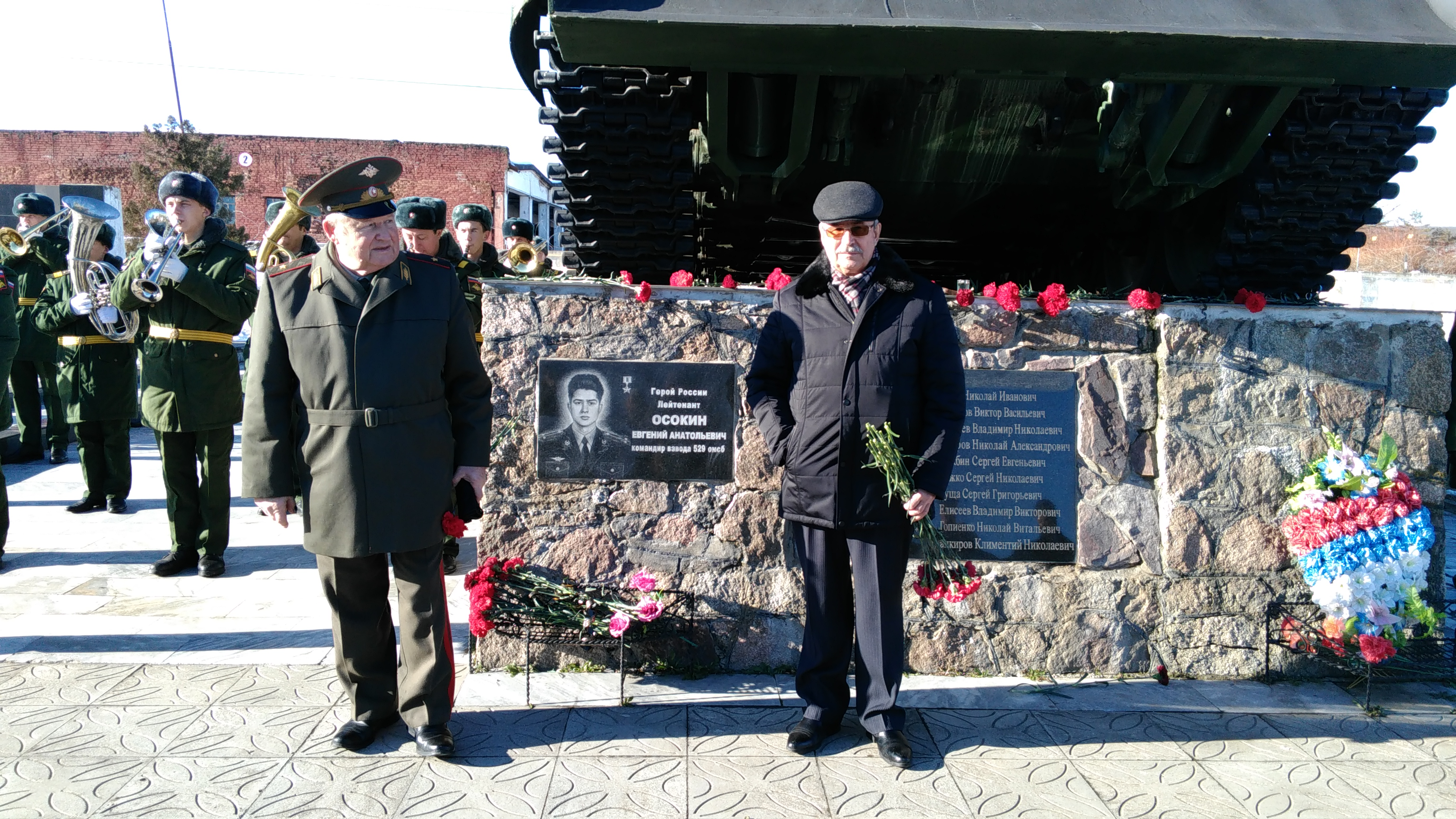
В День памяти погибших в локальных конфликтах. У БРЭМ-1 - памятника, офицерам технических служб бригады генерал А. А. Дорофеев, и Анатолий Осокин

- 2 января в Адыгее Законом республики установлен «День памяти воинов, погибших в локальных конфликтах»[5][6];
- В Майкопе в месте дислокации 131-й отдельной мотострелковой бригады, установлен Мемориал, посвящённый воинам бригады, погибшим в локальных конфликтах[7]: на постаменте установлен БРЭМ-1 и две памятные таблички:
- Герою России лейтенанту Евгению Осокину
- Список офицеров технических служб бригады: 
  - полковник Пиха, Николай Иванович
  - майор Булахов, Виктор Васильевич
  - майор Гоголев, Владимир Николаевич
  - майор Петров, Николай Александрович
  - ст. лейтенант Гужбин, Сергей Евгеньевич
  - лейтенант Божко, Сергей Николаевич
  - лейтенант Гуща, Сергей Григорьевич
  - лейтенант Елисеев, Владимир Викторович
  - ст. прапорщик Гопиенко, Николай Витальевич
  - майор Манкиров, Климентий Николаевич

Шесть пилонов со списками фамилий: 2 группы по 3 пилона, с левой и правой сторон памятника.
Каждый год 2 января на мемориале проводится торжественно-траурная перекличка погибших воинов. 
- На могиле установлен надгробный памятник.